# Giovanni Battista Re
Giovanni Battista Re (sinh ngày 30 tháng 1 năm 1934) là một Hồng y người Italia của Giáo hội Công giáo Rôma. Ông hiện đảm trách vai trò Hồng y Đẳng Giám mục Nhà thờ Hiệu tòa Sabina–Poggio Mirteto và Hồng y Đẳng Giám mục Nhà thờ Hiệu tòa Ostria, Niên trưởng Hồng y Đoàn, từ tháng 1 năm 2020.
Trước khi đảm nhận vai trò danh dự Phó Niên trưởng Hồng y đoàn, Hồng y Re từng đảm nhận nhiều vai trò trước khi hồi hưư, cụ thể, ông từng đảm nhận nhiều chức danh như: Thẩm định viên Phân bộ Thường vụ, Phủ Quốc vụ khanh Tòa Thánh (1979–1987), Tổng Thư ký Thánh bộ Giám mục (1987–1989), Tổng Thư ký Hồng y đoàn (1987–1989), Quyền Quản lý Phân bộ Thường vụ, Phủ Quốc vụ khanh (1989–2000), Tổng trưởng Thánh bộ Giám mục (2000–2010), Chủ tịch Uỷ ban Giáo hoàng về Châu Mỹ Latinh (2000–2010), Hồng y phẩm trật Phó tế và Nhà thờ hiệu tòa Ss. XII Apostoli (2001–2002). Hồng y Re được vinh thăng Hồng y năm 2001, bởi Giáo hoàng Gioan Phaolô II.

## Tiểu sử
Hồng y Giovanni Battista Re sinh ngày 30 tháng 1 năm 1934, tại Borno, Italia. Sau quá trình tu học dài hạn tại các cơ sở chủng viện theo quy định của Giáo luật, ngày 3 tháng 3 năm 1957, Phó tế Re, 23 tuổi, tiến đến việc được truyền chức linh mục. Cử hành nghi thức truyền chức cho tân linh mục Re là giám mục Giacinto Tredici, Obl. Ss. A. C, giám mục chính tòa Giáo phận Brescia. Ông đồng thời cũng là thành viên linh mục đoàn Giáo phận Brescia. Từ năm 1979, ông đảm nhiệm vai trò Thẩm định viên Phân bộ Thường vụ, Phủ Quốc vụ khanh Tòa Thánh.
Sau 30 năm thi hành các công việc mục vụ trên cương vị và thẩm quyền của một linh mục, ngày 9 tháng 10 năm 1987, Tòa Thánh ra thông báo loan tin Giáo hoàng đã quyết định tuyển chọn linh mục Giovanni Battista Re, 53 tuổi, gia nhập Giám mục đoàn Công giáo Hoàn vũ, với vị trí được bổ nhiệm là Tổng giám mục Hiệu tòa Forum Novum, kiêm nhiệm chức danh Tổng Thư ký Thánh bộ Giám mục. Lễ tấn phong cho vị giám mục tân cử được tổ chức sau đó vào ngày 7 tháng 11 cùng năm, với phần nghi thức truyền chức chính yếu được cử hành cách trọng thể bởi 3 giáo sĩ cấp cao, gồm vụ chủ phong là đương kim giáo hoàng, Giáo hoàng Gioan Phaolô II; hai vị giáo sĩ khác, trong vai trò phụ phong, gồm có Tổng giám mục Eduardo Martínez Somalo, Thành viên Văn phòng Phủ Quốc vụ khanh Tòa Thánh và Tổng giám mục Bruno Foresti, Giám mục chính tòa Giáo phận Brescia. Tân giám mục chọn cho mình khẩu hiệu: VIRTUS EX ALTO.
Chỉ sau hai năm được tấn phong giám mục, Tòa Thánh quyết định thuyên chuyển Tổng giám mục Re đến nhiệm sở cũ ông từng công tác thời linh mục, làm Quyền Quản lý Phân bộ Thường vụ, Phủ Quốc vụ khanh. Thông tin bổ nhiệm được phía Tòa Thánh cho công bố rộng rãi vào ngày 12 tháng 12 năm 1989. Sau 11 năm đảm nhận vị trí công tác tại Phủ Quốc vụ khanh, Tòa Thánh quyết định thuyên chuyển Tổng giám mục Giovanni Battista Re về lại nhiệm sở cũ, đảm trách vai trò Tổng trưởng Thánh bộ Giám mục, kiêm thêm chức danh Chủ tịch Uỷ ban Giáo hoàng về Châu Mỹ Latinh. Tin bổ nhiệm Tổng giám mục Re vào vị trí mới được Tòa Thánh công bố cách rộng rãi vào ngày 16 tháng 9 năm 2000.
Bằng việc tổ chức Công nghị Hồng y năm 2001 vào ngày 21 tháng 2, Giáo hoàng Gioan Phaolô II đã vinh thăng Tổng giám mục Giovanni Battista Re tước vị danh dự của Giáo hội Công giáo, Hồng y. Tân Hồng y thuộc phẩm trật Hồng y Đẳng Phó tế và Nhà thờ hiệu tòa được chỉ định là Nhà thờ Ss. XII Apostoli. Ông đã đến cử hành các nghi thức nhận nhà thờ Hiệu tòa của mình vào ngày 18 tháng 3 cùng năm.
Chỉ sau một năm được vinh thăng Hồng y, Hồng y Re được Giáo hoàng được chọn lựa vào vị trí Hồng y Đẳng Giám mục. Hồng y Re được bổ nhiệm làm Hồng y Giám mục Nhà thờ Hiệu tòa Sabina–Poggio Mirteto. Tin bổ nhiệm được loan đi ngày 1 tháng 10 năm 2002 và hồng y Re đã đến nhận nhà thờ hiệu tòa mới của mình sau đó vào ngày 22 tháng 12 cùng năm.
Ngày 30 tháng 6 năm 2010, Tòa Thánh chấp thuận đơn xin hồi hưu vì lý do tuổi tác của ông, theo Giáo luật.
Từ ngày 10 tháng 6 năm 2017, ông là Phó Niên trưởng Hồng y Đoàn. Ngày 25 tháng 1 năm 2020, Hồng y Re được bầu làm Niên Trưởng hồng y đoàn. Kế nhiệm ông trong vai trò Phó Niên trưởng là Hồng y Leonardo Sandri.